# École polytechnique universitaire de Clermont-Auvergne
Die École polytechnique universitaire de Clermont-Auvergne (Polytech Clermont) ist eine französische Ingenieurhochschule, die 1969 gegründet wurde.
Die Schule bildet Ingenieure in sechs Fachrichtungen aus: Bioingenieurwesen, Bauingenieurwesen, Elektrotechnik, mathematisches Ingenieurwesen und Modellierung, Physikingenieurwesen, Produktionssystemtechnik.
Das Polytech Clermont befindet sich in Aubière, in der Nähe von Clermont-Ferrand, und ist eine öffentliche Hochschuleinrichtung. Die Schule ist Mitglied des Clermont Auvergne INP.